# Sparda-Münster City Triathlon
Der Sparda Münster City Triathlon (SMCT) ist eine seit 2008 am Hafenbecken von Münster stattfindende Triathlonveranstaltung mit wachsendem Zulauf, die vom Triathlonverein Tri Finish Münster e.V. jährlich im Juni–Juli ausgerichtet wird. Die Triathlonveranstaltung hat sich mittlerweile bundesweit unter den Top-Triathlonveranstaltungen bundesweit etabliert und zählt zu den größten Triathlonevents, die durch ehrenamtlich aktive Vereine organisiert werden. Auch überregional hat die Veranstaltung an Bedeutung gewonnen, sodass auch immer wieder Starter aus den USA, den Niederlanden, Belgien usw. anreisen. Seit 2015 nehmen jährlich über 1000 Teilnehmer teil. Die Startplätze sind sehr begehrt, sodass die Anmeldung oftmals nach 20-30 Minuten bereits wegen erreichter Kapazitäten wieder geschlossen ist. Hauptsponsor der Veranstaltung ist die Sparda-Bank West. 2020 musste die Veranstaltung aufgrund des Corona-Virus abgesagt werden.

## Entwicklung
Die Erstauflage des Triathlons fand in 2008 in den Omso-Hallen statt. Die Osmo-Hallen sind alte Fabrikhallen am Hafenbecken in Münster. Hierdrin fand sowohl der Schwimmausstieg als auch der Zielbereich statt. Und das alles überdacht, sodass kein Zuschauer bei Regen nass werden musste. Bereits im ersten Jahr nahmen mehrere hundert Teilnehmer teil. Über die Jahre konnte sich die Veranstaltung immer weiter vergrößern und professionalisieren.
2010 fand der Münsteraner Triathlon zum dritten Mal statt und durfte gleich zusätzlich zum normalen Programm auch die Deutsche Hochschulmeisterschaft im Triathlon 2013 des Allgemeinen Deutschen Hochschulsportverbands austragen.
Am 27. Januar 2012 überraschte den Veranstalter dann ein Gutachten, was Teilen der Halle einen Pilz- und Feuchtigkeitsbefall beschrieb. Die damit einhergehende Einsturzgefahr machte einen Triathlon in den Osmohallen für den Veranstalter unmöglich, sodass kurzfristig nach Alternativen gesucht werden musste. Gemeinsam mit den Stadtwerken Münster wurde eine Alternative gesucht, damit die Veranstaltung trotzdem stattfinden konnte. Schnell war klar, dass der Triathlon innerstädtisch bleiben soll. Und so findet der Triathlon seit 2012 jeher auf dem Hafenplatz stattfindet. Doch auch neben der Verschiebung gab es eine weitere Ergänzung: In 2012 und 2013 bot der Veranstalter erstmals einen Staffelstart auf der olympischen Distanz an.
Im Jahr 2014 durfte der Veranstalter zum ersten Mal mit einem Rennen der 2. Triathlon-Bundesliga Nord einen Ligawettkampf der Deutschen Triathlon Union austragen. Im nächsten Jahr (2015) fand statt eines Ligarennens wieder ein Staffelrennen über die olympische Distanz statt. 2016 gastierte zum zweiten Mal die Deutsche Triathlon Union mit der 2. Triathlon-Bundesliga Nord. Zusätzlich fand in diesem Jahr aber auch erstmals ein Wettkampf über die Volksdistanz-Staffel statt.
In den Folgejahren von 2017 bis 2018 blieb der Staffelwechsel in der Volksdistanz Bestandteil des Wettkampfs, doch anstelle der 2. Triathlon-Bundesliga gastierte nun die 1. Bitburger Triathlon-Bundesliga in Münster. Auch Weltstars wie Rachel Klamer, Richard Murray und Justus Nieschlag besuchten in diesem Rahmen den Münsteraner Triathlon.
Coronabedingt musste der Veranstalter den Sparda Münster City Triathlon 2020 am 16. April 2020 wie viele Veranstalter auch gänzlich absagen. Stattdessen wurde mit dem V-SMCT eine virtuelle Alternative für alle Teilnehmer geschaffen. Die Teilnehmer konnten sich online kostenlos ihre eigene Startnummer erstellen und sich diese zuhause ausdrucken. Über 250 Teilnehmer meldeten sich an und konnten in der Woche vom 22.–28. Juni 2020 die Strecken zuhause absolvieren. Die Ergebnisse wertete das Orgateam aus und erstellte jedem Teilnehmer eine Urkunde.

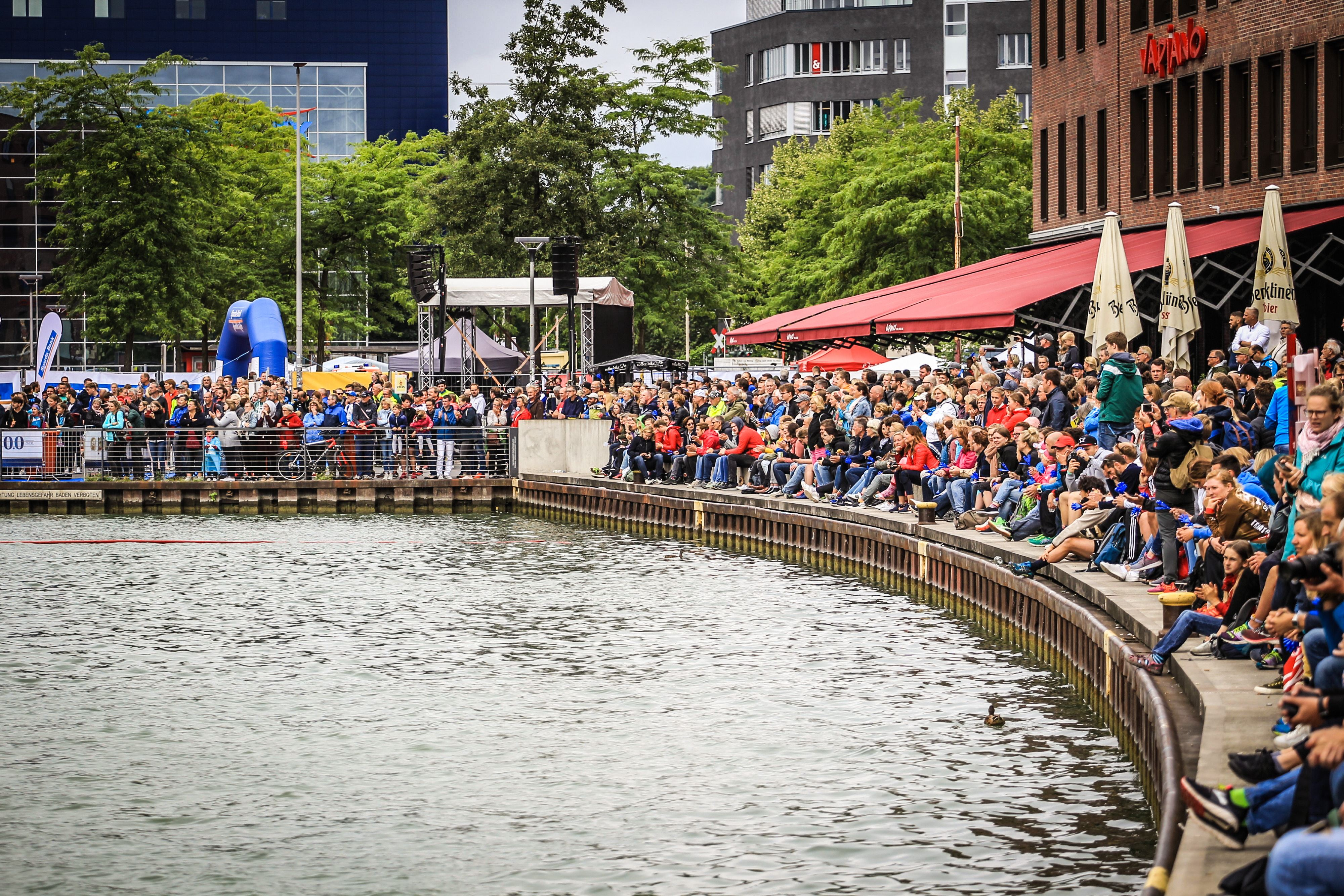
Zuschauerkulisse beim Schwimmstart des Münster-Triathlons.

## Streckenverlauf
Seit Anfang an bietet der Verein zwei verschiedene Distanzen an. Die Volksdistanz besteht aus 500 m Schwimmen, 20 km Radfahren und 5 km Laufen. Die olympische Distanz entspricht etwa der doppelten Distanz der Volksdistanz, also 1500 m Schwimmen, 40 km Radfahren und 10 km Laufen. Bei den Staffelrennen teilen sich bis zu drei Athletinnen und Athleten die Distanzen, sodass je eine Person je eine Disziplin absolviert.
An der Strecke wurden über die Jahre immer wieder Veränderungen vorgenommen. Daher sind auch die Wertungen der letzten Jahre nur schwer vergleichbar. Die Schwimmstrecke hingegen ist im Grund gleich geblieben und verläuft im Hafenbecken von Münster entlang der Hafenpromenade und B-Side.
Die Radstrecke verlief zunächst entlang des Albersloher Wegs über die Wolbecker Straße nach Wolbeck und dann zurück über die Stadtteile Angelmodde und Gremmendorf Richtung Innenstadt. Seit 2023 verläuft die Radstrecke über den Albersloher Weg und die örtliche Umgehungsstraße B 51.
Die Laufstrecke verlief bis einschließlich 2023 entlang des Kanals Richtung Süden. Seit 2024 ist die Laufstrecke ein Rundkurs, der seither in nördliche Richtung entlang des Kanals verläuft.

## Organisation
Die Veranstaltung wurde seit 2008 durchgehend vom Verein Tri Finish organisiert. Die Organisation zeichnet sich hierbei dadurch aus, dass ausschließlich ehrenamtliche Vereinsmitglieder die Planungen für die Veranstaltung leisten und diese Arbeiten nicht durch festangestellte Personen durchgeführt werden. Auch die Helfer, die die Veranstaltung durch die Streckensicherung und den Auf- und Abbau ermöglichen, arbeiten rein ehrenamtlich bei der Veranstaltung. Insgesamt werden beim SMCT über 200 Helfer eingesetzt.
Als Sponsor von Anfang an dabei waren u. a. die Sparda-Bank und die Stadtwerke Münster. Auch viele weitere Unternehmen wie Hengst SE, Weicon oder Jentschura unterstützen die Triathlonveranstaltung seither.
Mit Daniel Unger und Hartwig Thöne hat die Veranstaltung seit einigen Jahren zwei professionelle Moderatoren an die Seite gestellt bekommen, die die Zuschauer durch den Veranstaltungstag führen.

## Statistik

### Entwicklung Starterzahlen
| Jahr | Gesamt | Herren | Damen |
| ---- | ------ | ------ | ----- |
| 2008 | 467    | 401    | 66    |
| 2009 | 792    | 671    | 121   |
| 2010 | 856    | 699    | 157   |
| 2011 | 786    | 640    | 146   |
| 2012 | 848    | 689    | 159   |
| 2013 | 940    | 747    | 193   |
| 2014 | 919    | 722    | 197   |
| 2015 | 1035   | 855    | 280   |
| 2016 | 1117   | 834    | 283   |
| 2017 | 1165   | 836    | 329   |
| 2018 | 1228   | 899    | 329   |
| 2019 | 1143   | 872    | 271   |

### Sieger olympische Distanz
| Jahr | Herren             | Zeit      | Damen               | Zeit      |
| ---- | ------------------ | --------- | ------------------- | --------- |
| 2008 | Oliver Strankmann  | 2:00:28 h | Jutta Weßling       | 2:27:33 h |
| 2009 | Matthias Graute    | 1:51:21 h | Caprice Giehl       | 2:14:06 h |
| 2010 | Patrick Dirksmeier | 1:52:33 h | Petra Stöppler      | 2:14:35 h |
| 2011 | Patrick Dirksmeier | 1:50:37 h | Birte Rohs          | 2:09:06 h |
| 2012 | Henry Beck         | 1:51:56 h | Johanna Meyer       | 2:14:55 h |
| 2013 | Henry Beck         | 1:51:28 h | Johanna Rellensmann | 2:10:59 h |
| 2014 | Henry Beck         | 1:54:42 h | Johanna Rellensmann | 2:05:03 h |
| 2015 | Dirk Casimir       | 1:59:43 h | Linda Schücker      | 2:08:54 h |
| 2016 | Adrian Hoffmann    | 1:56:45 h | Ira Schwefer        | 2:14:02 h |
| 2017 | Patrick Dirksmeier | 1:45:54 h | Kristian Ziemons    | 2:07:49 h |
| 2018 | Sebastian Czerny   | 2:00:04 h | Dorothee Polte      | 2:21:58 h |
| 2019 | Luca Heerdt        | 1:46:52 h | Hannah Arlom        | 2:00:57 h |

### Siegerliste Volksdistanz
| Jahr | Herren           | Zeit      | Damen               | Zeit      |
| ---- | ---------------- | --------- | ------------------- | --------- |
| 2008 | Carlos Fischer   | 57:14 min | Dorthea Haul        | 1:02:20 h |
| 2009 | Mike Schuster    | 56:27 min | Nora Kästle         | 1:07:42 h |
| 2010 | Uwe Bandmann     | 59:31 min | Ira Schwefer        | 1:09:24 h |
| 2011 | Sebastian Eggert | 58:27 min | Vera Hansch         | 1:03:24 h |
| 2012 | Tolger Arnold    | 1:00:03 h | Johanna Rellensmann | 1:06:08 h |
| 2013 | Marcel Klute     | 58:17 min | Sabine Knothe       | 1:05:26 h |
| 2014 | Sebastian Czerny | 56:46 min | Jule Nicolaus       | 1:04:59 h |
| 2015 | Max Ludwig       | 57:25 min | Teresa Pöpping      | 1:02:53 h |
| 2016 | Sebastian Eggert | 55:48 min | Sandra Lüring       | 1:01:33 h |
| 2017 | Sebastian Czerny | 54:36 min | Hannah Arlom        | 59:30 min |
| 2018 | Tim van Hemme    | 54:21 min | Hannah Arlom        | 59:17 min |
| 2019 | Sebastian Czerny | 55:21 min | Josefine Röttgering | 1:04:40 h |